# Guljaevskie Koški
Le Guljaevskie Koški (in russo: острова Гуляевские Кошки) sono un gruppo di isole basse nel mare della Pečora, Russia. Amministrativamente appartengono al Zapoljarnyj rajon del Circondario autonomo dei Nenec, nell'Oblast' di Arcangelo (circondario federale nordoccidentale).
Il termine koška nel dialetto pomor significa "banco di sabbia".

## Geografia
Il gruppo è formato da 9 isole che non hanno nomi individuali, sono bensì numerate da ovest ad est a partire dalla penisola Russkij Zavorot (полуостров Русский Заворот): Guljaevskaja Koška N. 1, Guljaevskaja Koška N. 2, Guljaevskaja Koška N. 3, ecc. Le prime 3 sono le maggiori. La penisola e il gruppo delle isole chiudono a nord la baia della Pečora formando un lungo arco sabbioso.

## Isole adiacenti
All'interno della baia della Pečora, a sud delle Guljaevskie, vi sono alcune isole:
- Dolgij (ostrov Долгий), un'isola di forma allungata, disseminata di laghetti e con un'altezza massima di 12 m[2]. Si trova a sud della penisola Russkij Zavorot (68°48′22″N 54°17′54″E). Da non confondere con l'isola Dolgij che si trova più a est, a nord della baia della Chajpudyra.
- Loveckij (ostrov Ловецкий)[3], nella parte meridionale; un'isola disseminata di laghetti, all'ingresso della baia Korovinskaja (68°19′35″N 53°55′49″E).
- Zelenyj (ostrov Зеленый)[4], ad est di Loveckij, alla foce del Pečora  (68°17′05″N 54°17′05″E).

A sud di queste ultime, molte isole sono formate dal delta del fiume Pečora.